# Покровка (Луганская область)
Покровка (укр. Покровка) — посёлок, относится к Ровеньковскому городскому совету Луганской области Украины. Под контролем самопровозглашённой Луганской Народной Республики.

## География
Ближайшие населённые пункты: посёлки Калиновка, Новодарьевка на юге, Ленинское, Устиновка, село Маломедвежье на юго-востоке, посёлки Фёдоровка, Володарск на востоке, Павловка на северо-востоке, сёла Медвежанка на севере, Николаевка, Нагорное, посёлки Великокаменка на северо-западе, Кленовый на западе, город Ровеньки на юго-западе.

## Население
Население по переписи 2001 года составляло 98 человек.

## Общие сведения
Почтовый индекс — 94783. Телефонный код — 6433. Занимает площадь 0,131 км². Население на 2011 год — 85 человек. Код КОАТУУ — 4412346003.

## Местный совет
94783, Луганская обл., Ровеньковский городской совет, пгт. Кленовый, Театральная, 14